# Barnsdall
La ville américaine de Barnsdall est située dans le comté d’Osage, dans l’État de l’Oklahoma. Lors du recensement de 2010, elle comptait 1 243 habitants.

## Personnalité liée à la ville
Anita Bryant est née à Barnsdall en 1940.

## Source
- (en) Cet article est partiellement ou en totalité issu de l’article de Wikipédia en anglais intitulé « Barnsdall, Oklahoma » (voir la liste des auteurs).